# Ctenognophos altera
Ctenognophos altera là một loài bướm đêm trong họ Geometridae.